# Rząd Paola Gentiloniego

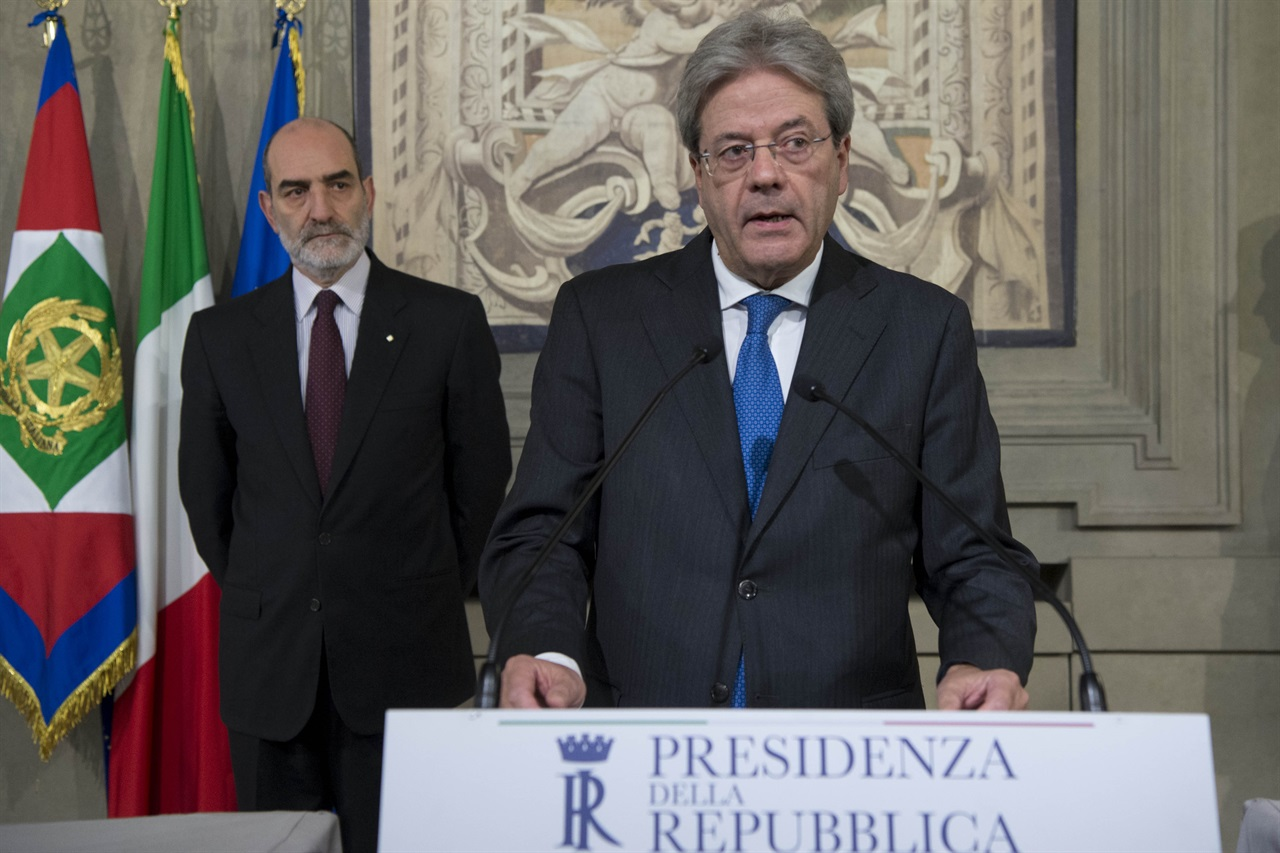
Paolo Gentiloni w dniu desygnowania na urząd premiera

Rząd Paola Gentiloniego – rząd Republiki Włoskiej, urzędujący od 12 grudnia 2016 do 1 czerwca 2018.
7 grudnia 2016, po odrzuceniu w referendum zaproponowanych propozycji zmian ustrojowych, premier Matteo Renzi z Partii Demokratycznej ogłosił dymisję rządu. 11 grudnia 2016 na stanowisko premiera Włoch został desygnowany Paolo Gentiloni, działacz PD i urzędujący minister spraw zagranicznych. Następnego dnia ogłosił listę kandydatów na ministrów, w większości wchodzących w skład poprzedniego rządu. Również 12 grudnia 2016 członkowie nowego gabinetu zostali zaprzysiężeni przez prezydenta.
13 grudnia 2016 rząd otrzymał wotum zaufania w Izbie Deputowanych (368 głosów za przy 105 przeciw), a 14 grudnia również w Senacie (169 głosów za przy 99 przeciw).
W skład gabinetu w dniu powstania wszedł premier, 13 ministrów resortowych i 5 ministrów bez teki. Sekretarzem rządu w randze podsekretarza stanu została Maria Elena Boschi.
24 marca 2018, blisko trzy tygodnie po wyborach parlamentarnych, premier ogłosił dymisję rządu. Ostatecznie gabinet funkcjonował do 1 czerwca 2018, gdy po długotrwałych negocjacjach został zaprzysiężony pierwszy rząd Giuseppe Contego.

## Skład rządu
| Funkcja                                                   | Imię i nazwisko                     | Partia polityczna      |
| --------------------------------------------------------- | ----------------------------------- | ---------------------- |
| Premier                                                   | Paolo Gentiloni                     | PD                     |
| Minister spraw wewnętrznych                               | Marco Minniti                       | PD                     |
| Minister sprawiedliwości                                  | Andrea Orlando                      | PD                     |
| Minister spraw zagranicznych                              | Angelino Alfano                     | NCD                    |
| Minister obrony                                           | Roberta Pinotti                     | PD                     |
| Minister gospodarki i finansów                            | Pier Carlo Padoan                   | bezpartyjny            |
| Minister rozwoju gospodarczego                            | Carlo Calenda                       | PD                     |
| Minister infrastruktury i transportu                      | Graziano Delrio                     | PD                     |
| Minister pracy i polityki społecznej                      | Giuliano Poletti                    | bezpartyjny            |
| Minister kultury                                          | Dario Franceschini                  | PD                     |
| Minister zdrowia                                          | Beatrice Lorenzin                   | NCD                    |
| Minister edukacji, szkolnictwa wyższego i badań naukowych | Valeria Fedeli                      | PD                     |
| Minister środowiska                                       | Gian Luca Galletti                  | Centristi per l’Europa |
| Minister polityki rolnej, żywnościowej i leśnej           | Maurizio Martina (do 13 marca 2018) | PD                     |
| Minister ds. kontaktów z parlamentem                      | Anna Finocchiaro                    | PD                     |
| Minister ds. administracji publicznej i deregulacji       | Marianna Madia                      | PD                     |
| Minister ds. regionalnych                                 | Enrico Costa (do 19 lipca 2017)     | NCD                    |
| Minister ds. spójności terytorialnej                      | Claudio De Vincenti                 | PD                     |
| Minister ds. sportu                                       | Luca Lotti                          | PD                     |